# Greng
Greng – gmina (fr. commune; niem. Gemeinde) w Szwajcarii, w kantonie Fryburg, w okręgu Lac. Położona nad jeziorem Murtensee.

## Demografia
W Greng mieszka 178 osób. W 2020 roku 9,6% populacji gminy stanowiły osoby urodzone poza Szwajcarią.

## Transport
Przez teren gminy przebiega droga główna nr 1. 